# Edward Treacher Collins
Edward Treacher Collins (Londres, 28 de mayo de 1862 — Londres, 13 de diciembre de 1932) fue un cirujano y oftalmólogo inglés. Es conocido por haber estudiado y descrito las características esenciales del Síndrome de Treacher Collins en el año 1900.
Edward estudió en la Universidad de Londres e ingresó en el Hospital de Middlesex en 1879, graduándose en medicina en 1883. Influenciado por su hermano mayor William Collins, decidió especializarse en oftalmología. Las prácticas las realizó en el Moorfields Eye Hospital, donde trabajó como facultativo durante los siguientes 48 años. Su trabajo culminó con la publicación en 1896 de "Researches into the Anatomy and Pathology of the Eye" que le dio reconocimiento mundial.